# Федасюк Дмитро Васильович
Дмитро Васильович Федасю́к (*29 січня 1955 с. Раківчик Коломийського району Івано-Франківської області) — український науковець. Проректор з науково-педагогічної роботи Національного університету «Львівська політехніка», завідувач кафедри програмного забезпечення, доктор технічних наук, професор кафедри програмного забезпечення.
Народився 29 січня 1955 у селі Раківчик Коломийського району Івано-Франківської області в селянській родині.

## Освіта
- 1972—1977 — радіотехнічний факультет Львівської політехніки.
- 1983—1984 — аспірантура. Кандидатську дисертацію за спеціальністю «Системи автоматизованого проектування» захистив у Ленінградському інституті точної механіки і оптики у 1985

- 2000 — захистив докторську дисертацію за спеціальністю «Системи автоматизації проектувальних робіт»
- 2002 — присвоєно вчене звання професора.

## Кар'єра
- 1977—1980 — інженер-конструктор у СКБ Всесоюзного науково-дослідного інституту метрології інформаційних та керуючих систем (НВО «Система» м. Львів).
- з 1980—1985 — молодший науковий співробітник науково-дослідної лабораторії при кафедрі конструювання і технології виробництва радіоапаратури «Львівської політехеіки» (НДЛ-61).
- 1985—1989 — асистент кафедри КТРА радіотехнічного факультету у «Львівській політехніці».
- 1989—1993 — старший викладач, доцент кафедри САПР
- 1993—1996 — докторант Державного університету «Львівська політехніка»
- 1996—2001 — доцент кафедри САПР;
- 2001—2004 — професор кафедри САПР.
- 2004—2008 — очолював Інститут комп'ютерних наук та інформаційних технологій Національного університету «Львівська політехніка».
- З 2004 завідує кафедрою програмного забезпечення.
- З лютого 2008 — проректор з науково-педагогічної роботи.

## Наукова діяльність
- 2002—2005 — секретар спеціалізованої вченої ради, а з 2005 р. — заступник голови спеціалізованої вченої ради із захисту кандидатських та докторських дисертацій.

Під його керівництвом підготовлено низку кандидатів наук. Ним опубліковано 2 монографії, навчальний посібник, понад 140 наукових праць, зокрема і в провідних журналах світу. Дмитро Васильович виступав на наукових міжнародних конференціях у Німеччині, Франції, Італії, Угорщині, Польщі, Словаччині, Естонії, Вірменії, Росії та ін.
Дмитро Федасюк є:
- членом редколегії кількох збірників наукових праць,
- членом науково-методичної комісії Міністерства освіти і науки України з інформатики і обчислювальної техніки, членом підкомісії з програмної інженерії
- членом робочої групи і співавтором галузевого стандарту вищої освіти України з підготовки бакалаврів напряму «Програмна інженерія».
- членом експертної ради Державної акредитаційної комісії Міністерства освіти і науки України з комп'ютерних наук і технологій та національної безпеки при Кабінеті Міністрів України.

Д. В. Федасюк керував двома міжнародними науковими проектами, що фінансувалися ЄС і НАТО, активно займається інформатизацією всіх сфер діяльності Львівської політехніки: впровадження новітніх інформаційних технологій в адміністративний та навчальний процеси.
Сфера його наукових інтересів: математичне моделювання та інформаційні технології проектування, моделювання та аналіз теплоелектричних процесів у мікроелектронних системах, інформаційні аналітичні системи, Інтернет-технології, технології створення програмного забезпечення тощо.
Під його керівництвом розроблено і впроваджено ряд методів та програмних засобів автоматизованого проектування мікроелектронних систем.

### Основні публікації
1. Федасюк Д.В. Методи та засоби теплового проектування мікроелектронних пристроїв. - Львів: Видавництво Державного університету "Львівська політехніка", 1999.- 228 с.
2. Автоматизация теплового проектирования микроэлектронных устройств средствами САПР / Коваль В.А., Федасюк Д.В., Маслов В.В., Тарновский В.Ф. / Под ред. В.А. Коваля.- Львів: Вища шк. Видавн-во при Львів. Ун-ті, 1988.- 256 с.
3. Koval V.A.,. Fedasyuk D.V Thermal Simulation of the Semiconductor IC's: General and Practical Approach // Microelectronics Journal, vol. 28.- N 3, 1997.-Р. 221-227.
4. Fedasyuk D., Levus E., Mykhalchuk M., Petrov D. Modelling and analysis of methods of providing thermal performance of flip-chip structure // Collection of papers presented at International 5nd THERMINIC Workshop.- Rome (Italy).-1999.-Р. 106-111.
5. Koval V.A., Fedasyuk D.V. Multilevel Thermal Simulation of MCM's by System "MONSTR-M" // Proc. of the European Design and Test Conference (ED&TC' 95).- Paris (France).- 1995.- Р. 544-548.

Загалом має більш як 95 наукових праць, в числі яких 1 монографія, 1 навчальний посібник, 35 наукових статей в періодичних виданнях, матеріалів різного рівня конференцій.

## Громадська діяльність
У період становлення демократії й пожвавлення національного руху Дмитро Васильович очолив осередок Товариства української мови «Просвіта» радіотехнічного факультету.
Від початку створення, з 1989 р., є членом Наукового товариства ім. Т.Шевченка (НТШ).
Протягом 1990—2005 рр. був секретарем комісії інформатики і кібернетики фізико-математичної секції. З 2004 р. він є членом Президії НТШ, а в 2006 р. обраний дійсним членом НТШ.

## Відзнаки
Нагороджений Почесною грамотою Міністерства освіти і науки України. (2009 р.)
Почесною грамотою Національного університету "Львівська політехніка" (2015 р.)
Грамотою Верховної ради України (2018 р.)
Грамотою Львівської обласної адміністрації (2019 р.)
Ювілейною медаллю "140 років Наукового товариства ім. Шевченка"

## Захоплення
Література, гірські лижі, гірський туризм, садівництво, фотографії, музика.